# Perissus arisanus
Perissus arisanus är en skalbaggsart som beskrevs av Seki och Suematsu 1935. Perissus arisanus ingår i släktet Perissus och familjen långhorningar.
Artens utbredningsområde är Taiwan. Inga underarter finns listade i Catalogue of Life.